# Campionati del mondo di atletica leggera 2022 - Lancio del giavellotto femminile
La gara del lancio del giavellotto femminile dei campionati del mondo di atletica leggera 2022 si è svolta tra il 20 e il 22 luglio all'Hayward Field di Eugene, negli Stati Uniti d'America.

## Podio
| Pos.    | Atleta            | Nazionalità | Misura  |
| ------- | ----------------- | ----------- | ------- |
| Oro     | Kelsey-Lee Barber | Australia   | 66,91 m |
| Argento | Kara Winger       | Stati Uniti | 64,05 m |
| Bronzo  | Haruka Kitaguchi  | Giappone    | 63,27 m |

## Situazione pre-gara

### Record
Prima di questa competizione, il record del mondo (RM) e il record dei campionati (RC) erano i seguenti.
| Record                | Prestazione | Atleta                      | Data                                  | Competizione  |
| --------------------- | ----------- | --------------------------- | ------------------------------------- | ------------- |
| Record mondiale       | 72,28 m     | Barbora Špotáková Rep. Ceca | 13 settembre 2008 Stoccarda, Germania |               |
| Record dei campionati | 71,70 m     | Osleidys Menéndez Cuba      | 14 agosto 2005 Helsinki, Finlandia    | Mondiali 2005 |

### Campioni in carica
I campioni in carica, a livello mondiale e olimpico, erano:
| Campione | Atleta                      | Prestazione | Data                          | Competizione         |
| -------- | --------------------------- | ----------- | ----------------------------- | -------------------- |
| Olimpico | Liu Shiying Cina            | 66,34 m     | 6 agosto 2021 Tokyo, Giappone | Giochi olimpici 2021 |
| Mondiale | Kelsey-Lee Barber Australia | 66,56 m     | 1 ottobre 2019 Doha, Qatar    | Mondiali 2019        |

### La stagione
Prima di questa gara, le atlete con le migliori tre prestazioni dell'anno erano:
| Pos. | Atleta                           | Prestazione | Data                                    |
| ---- | -------------------------------- | ----------- | --------------------------------------- |
| 1    | Tatsiana Khaladovich Bielorussia | 66,19 m     | 13 luglio 2022 Brėst, Bielorussia       |
| 2    | Maggie Malone Stati Uniti        | 65,73 m     | 14 giugno 2022 Burnaby, Canada          |
| 3    | Elina Tzengko Grecia             | 65,40 m     | 30 giugno 2022 Ostrava, Repubblica Ceca |

## Risultati

### Qualificazione
Qualificazione: le atlete che raggiungono i 62,50 m (Q) o le migliori 12 misure (q).
| Pos. | Gruppo | Atleta             | Nazionalità   | 1ª prova | 2ª prova | 3ª prova | Misura | Note                                     |
| ---- | ------ | ------------------ | ------------- | -------- | -------- | -------- | ------ | ---------------------------------------- |
| 1    | B      | Haruka Kitaguchi   | Giappone      | 64,32    |          |          | 64,32  | Q                                        |
| 2    | B      | Liu Shiying        | Cina          | 63,86    |          |          | 63,86  | Q                                        |
| 3    | A      | Liveta Jasiūnaitė  | Lituania      | 63,80    |          |          | 63,80  | Q                                        |
| 4    | A      | Kara Winger        | Stati Uniti   | 58,12    | 61,30    | 54,86    | 61,30  | q                                        |
| 5    | B      | Kelsey-Lee Barber  | Australia     | 58,02    | 61,27    | 57,71    | 61,27  | q                                        |
| 6    | B      | Nikola Ogrodníková | Rep. Ceca     | 60,59    | 59,07    | –        | 60,59  | q                                        |
| 7    | A      | Elizabeth Gleadle  | Canada        | x        | 60,38    | x        | 60,38  | q                                        |
| 8    | B      | Annu Rani          | India         | x        | 55,35    | 59,60    | 59,60  | q                                        |
| 9    | A      | Annika Marie Fuchs | Germania      | 55,18    | 59,36    | x        | 59,36  | q                                        |
| 10   | B      | Līna Mūze          | Lettonia      | 59,16    | x        | 53,38    | 59,16  | q                                        |
| 11   | B      | Sae Takemoto       | Giappone      | 57,10    | 59,15    | 54,51    | 59,15  | q                                        |
| 12   | A      | Mackenzie Little   | Australia     | 55,74    | 52,34    | 59,06    | 59,06  | q                                        |
| 13   | A      | Madara Palameika   | Lettonia      | x        | 58,02    | 58,61    | 58,61  | Miglior prestazione personale stagionale |
| 14   | B      | Coralys Ortiz      | Porto Rico    | 58,52    | x        | 55,27    | 58,52  |                                          |
| 15   | B      | Jo-Ane van Dyk     | Sudafrica     | 54,89    | 57,79    | x        | 57,79  |                                          |
| 16   | A      | Lü Huihui          | Cina          | 53,75    | 57,59    | 56,97    | 57,59  | Miglior prestazione personale stagionale |
| 17   | B      | Juleisy Angulo     | Ecuador       | 54,23    | 57,28    | x        | 57,28  |                                          |
| 18   | A      | Ariana Ince        | Stati Uniti   | 57,17    | 56,71    | 57,24    | 57,24  |                                          |
| 19   | A      | Jucilene de Lima   | Brasile       | 57,13    | x        | x        | 57,13  |                                          |
| 20   | A      | Elina Tzengko      | Grecia        | 55,44    | 57,12    | x        | 57,12  |                                          |
| 21   | B      | Maria Andrejczyk   | Polonia       | x        | 55,47    | 54,67    | 55,47  |                                          |
| 22   | B      | Maggie Malone      | Stati Uniti   | 54,19    | 54,12    | x        | 54,19  |                                          |
| 23   | A      | Victoria Hudson    | Austria       | x        | x        | 54,05    | 54,05  |                                          |
| 24   | B      | Tori Peeters       | Nuova Zelanda | x        | 52,03    | 53,67    | 53,67  |                                          |
| 25   | B      | Kathryn Mitchell   | Australia     | x        | x        | 53,09    | 53,09  |                                          |
| 26   | A      | Sanne Erkkola      | Finlandia     | 52,04    | x        | x        | 52,04  |                                          |
| 27   | A      | Momone Ueda        | Giappone      | 47,36    | 50,70    | 49,51    | 50,70  |                                          |
|      | B      | Eda Tuğsuz         | Turchia       | x        | x        | x        | nm     |                                          |
|      | A      | Sara Kolak         | Croazia       | x        | x        | x        | nm     |                                          |

### Finale
| Pos.    | Atleta             | Nazionalità | 1ª prova | 2ª prova | 3ª prova | 4ª prova | 5ª prova | 6ª prova | Misura | Note                                    |
| ------- | ------------------ | ----------- | -------- | -------- | -------- | -------- | -------- | -------- | ------ | --------------------------------------- |
| Oro     | Kelsey-Lee Barber  | Australia   | 62,67    | 62,92    | 66,91    | 61,20    | –        | –        | 66,91  | Miglior prestazione mondiale stagionale |
| Argento | Kara Winger        | Stati Uniti | 56,93    | 61,96    | 61,00    | 58,78    | 62,17    | 64,05    | 64.05  |                                         |
| Bronzo  | Haruka Kitaguchi   | Giappone    | 62,07    | x        | 55,78    | 61,27    | x        | 63,27    | 63,27  |                                         |
| 4       | Liu Shiying        | Cina        | 61,67    | x        | 60,22    | 63,25    | 61,75    | x        | 63,25  |                                         |
| 5       | Mackenzie Little   | Australia   | 63,22    | 49,78    | 59,10    | 58,50    | 54,99    | x        | 63,22  | Miglior prestazione personale           |
| 6       | Līna Mūze          | Lettonia    | 59,83    | x        | x        | 61,26    | x        | x        | 61,26  |                                         |
| 7       | Annu Rani          | India       | 56,18    | 61,12    | 59,27    | 58,14    | 59,98    | 58,70    | 61,12  |                                         |
| 8       | Nikola Ogrodníková | Rep. Ceca   | 54,11    | 56,04    | 59,98    | 59,48    | 58,79    | 60,18    | 60,18  |                                         |
| 9       | Elizabeth Gleadle  | Canada      | 59,59    | x        | x        |          |          |          | 59,59  |                                         |
| 10      | Liveta Jasiūnaitė  | Lituania    | 58,97    | x        | 57,23    |          |          |          | 58,97  |                                         |
| 11      | Sae Takemoto       | Giappone    | 54,77    | 57,93    | x        |          |          |          | 57,93  |                                         |
| 12      | Annika Marie Fuchs | Germania    | 55,42    | 56,46    | x        |          |          |          | 56,46  |                                         |